# Deutschlandradio

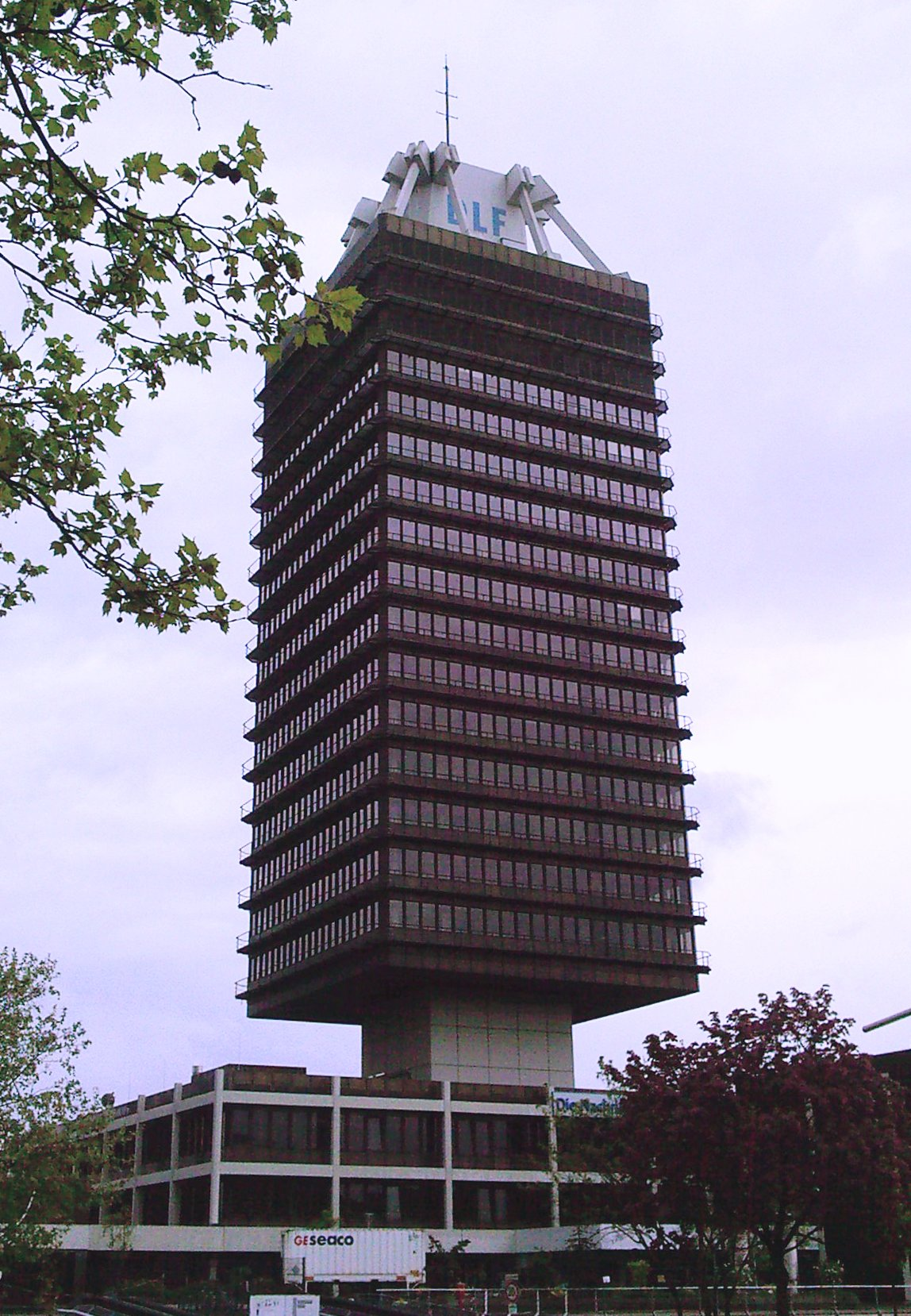
Deutschlandradios huvudkontor i Köln.

Deutschlandradio är en rikstäckande tyskt radiobolag. Deutschlandradio sänder i fyra kanaler: Deutschlandfunk, Deutschlandradio Kultur, Dokumente und Debatten och DRadio Wissen.
Deutschlandfunk var ursprungligen en västtysk station som sände till lyssnare i Östtyskland och övriga delar av östblocket, medan Deutschlandradio Kultur är resultatet av en sammanslagning av Västberlins RIAS och Östberlins DS Kultur efter Tysklands återförening.